# Отец
Отец е стара славянска дума за баща, татко. След християнизацията на България през IX век се използва като почтително название на християнските духовници в България. При превода на Библията от старобългарски на новобългарски Бог Отец (което всъщност означава Бог Баща) се превръща в понятие, термин в Българското богословие.